# Casola in Lunigiana
Casola in Lunigiana – miejscowość i gmina we Włoszech, w regionie Toskania, w prowincji Massa-Carrara.
Według danych na rok 2004 gminę zamieszkiwało 1230 osób, 29,3 os./km².